# Asyneuma linifolium
Asyneuma linifolium là loài thực vật có hoa trong họ Hoa chuông. Loài này được (Boiss. & Heldr.) Bornm. mô tả khoa học đầu tiên năm 1921.